# 水質汚濁防止法
水質汚濁防止法（すいしつおだくぼうしほう、昭和45年12月25日法律第138号）は、公共用水域の水質汚濁の防止に関する日本の法律である。
1970年（昭和45年）12月25日に公布され、1971年（昭和46年）6月24日に施行された。
1958年（昭和33年）に制定された前身の公共用水域の水質の保全に関する法律（水質保全法）および工場排水等の規制に関する法律（工場排水規制法）は、この法律の施行に伴い廃止された。
主務官庁は環境省水・大気環境局環境管理課で、農林水産省農村振興局水資源課、国土交通省総合政策局環境政策課、経済産業省産業技術環境局環境政策課、製造産業局化学物質管理課など他省庁と連携して執行にあたる。なお、国会審議の時は旧環境庁の発足前で、経済企画庁国民生活局水質公害課が担当していた。

## 目的
工場及び事業場から公共用水域に排出される水の排出及び地下に浸透する水の浸透を規制するとともに、生活排水対策の実施を推進すること等によって、公共用水域及び地下水の水質の汚濁（水質以外の水の状態が悪化することを含む。以下同じ）の防止を図り、もって国民の健康を保護するとともに生活環境を保全し、並びに工場及び事業場から排出される汚水及び廃液に関して人の健康に係る被害が生じた場合における事業者の損害賠償の責任について定めることにより、被害者の保護を図ることを目的とする（第1条）。

## 内容
水質汚濁防止法では、水質汚濁防止法施行令で指定された「特定施設」を設置している「特定事業場」からの公共用水域への排出、及び地下水への浸透を規制している。

### 規制項目

#### (1) 健康項目（令2条）
「特定施設」（施行令別表第一）の、人の健康に係る被害を生ずるおそれがある物質（重金属、有機化学物質など）
- カドミウム及びその化合物 - シアン化合物
- 有機リン化合物（ジエチルパラニトロフエニルチオホスフエイト（別名パラチオン）、ジメチルエチルメルカプトエチルチオホスフェイト（別名メチルパラチオン・メチルジメトン）及びエチルパラニトロフエニルチオノベンゼンホスホネイト（別名EPN）に限る）
- 鉛及びその化合物 - 六価クロム化合物 - ヒ素及びその化合物
- 水銀及びアルキル水銀その他の水銀化合物
- ポリ塩化ビフェニル - トリクロロエチレン - テトラクロロエチレン - ジクロロメタン - 四塩化炭素
- 1,2-ジクロロエタン - 1,1-ジクロロエチレン - 1,2-ジクロロエチレン - 1,1,1-トリクロロエタン - 1,1,2-トリクロロエタン - 1,3-ジクロロプロペン
- テトラメチルチウラムジスルフイド（別名チウラム）
- 2-クロロ-4,6-ビス（エチルアミノ）-S-トリアジン（別名シマジン）
- S-（4-クロロベンジルメチル）＝N,N-ジエチルチオカルバマート（別名チオベンカルブ）
- ベンゼン
- セレン及びその化合物 - ホウ素及びその化合物 - フッ素及びその化合物
- アンモニア、アンモニウム化合物、亜硝酸化合物及び硝酸化合物

#### (2) 生活環境項目（令3条）
「特定施設」（施行令別表第一）の、水の汚染状態を示す項目（pH、BOD、COD、浮遊物質量、大腸菌群数など）、ただし規制対象は排水量が一日平均50m3以上

#### (3) 総量規制
「指定地域特定施設」からの排水（東京湾・伊勢湾・瀬戸内海と関係のある地域）

#### (4) 地下浸透水の規制
「特定施設」からの排水に関して、「健康項目」に定める有害物質の地下への浸透の禁止

### 刑事・行政上の措置
- 規制事業者の排水基準（「排水基準を定める省令」－S46内閣府令35号）順守義務 → 罰則（31条）
- 規制事業者の排水測定、記録の3年間保管義務（14条） → 罰則（33条）
- 都道府県知事の排水監視義務（15条）
- 都道府県知事の改善命令、排水停止命令（13条） → 命令違反の罰則（30条）

### 民事上の措置

#### 「無過失責任主義」の導入（19 - 20条）
元来、加害者に故意又は過失がなければ、民事上の不法行為は成立しない（過失責任主義）が、本法においては、被害の甚大さを重く見、被害者の保護を図るため、例外的に加害者の故意・過失を問わず加害者の法的責任を追及できる「無過失責任」を規定している。言い換えればその分、加害者となり得る事業者は、特に重い管理責任を課されていると言える。
実際に無過失責任の規定が適用される状況としては、有害物質を含む水を、1)公共用水域（河川・湖沼・沿岸等）に排出した場合、2)地下に浸透させた場合、が考えられる。現在では排水の監視等が厳しく、それによる健康被害の発生もほとんどないと考えられる。よって現実的には、監視の目が行き届きにくい状況である地下浸透による地下水汚染について、特に強く無過失責任の規定が適用されると考えられる。なお水質事故（河川に有害物質が流出する）を誤って発生させた場合も、当然ながら無過失責任が適用される。水質事故の場合、河川管理者や関係機関が行った対策・処理について、原因者に費用負担を求めることができるとしている（河川法第67条） 。
無過失責任とは、「損害が発生した場合には、故意または過失がなくても賠償責任を負うという原則」。この無過失責任は、民法の過失責任の原則の例外となるものであり、私法の法体系全体にかかわる問題である。しかしながら私法的な面においても、事業者の責任を強化して、被害者の円滑な救済ができるような措置、すなわち事業者の無過失損害賠償責任制度を創設すべきであるという強い社会的背景をうけ、「大気汚染防止法及び水質汚濁防止法の一部を改正する法律」(昭和47年法律84号)により無過失責任を制定した。本改正法により制定された内容は以下のとおりである。
1. 工場または事業場における事業活動に伴って人の健康に有害な一定の物質が大気中に、または水域等に排出されたことにより、人の生命または身体を害したときは、当該排出に係る事業者は、故意または過失がない場合であっても、これによって生じた損害を賠償する責めに任ずることとした。この場合の有害物質とは、大気汚染防止法および水質汚濁防止法において人の健康に被害が生ずるおそれがある物質として規制の対象とされているもので、硫黄酸化物等複合汚染を常態とする物質をも含めることとした。
2. 損害が2つ以上の事業者の共同不法行為によって生じた場合において、その損害の原因となった程度が著しく小さい事業者があるときは、裁判所は、その者の損害賠償の額を定めるについて、その事情を斟酌することができる途を開いた。
3. 無過失責任は、この法律の施行の日以後における有害な物質の排出による損害について適用することとし、遡及はさせないこととした。

### 対処方法
下水道への排出水の場合、特に埋設された排水管等への対策は確立されたものが無く、例示も少ないため、対象となる管路施設については個別案件毎の対応となることが多く、排水管の敷設状態に合わせて様々な対応をとられている。埋設管については
1. 架空配管
2. トラフ等への二重配管(配管材は下水道用ポリエチレン管K-14を使用)

- [圧送式]

　　　　配管を浅く埋設することが可能であり、配管形態が自由で容易。
　　　　ポンプ施設は耐食材の検討と貯留部の二重化が必要。
- [自然流下式]

　　　　配管を浅くするためには多数の揚水ポンプが必要。小規模向け
- [真空式]～真空下水の例

　　　　配管を浅く埋設することが可能であり、配管形態が比較的自由で容易。
　　　　廃液に接液するポンプが不要で有り、圧送式に比べると維持管理が容易。
　　　　真空弁ユニットの貯留部は二重化が必要
　などが挙げられる。

## 水質汚濁防止法の性格
水質汚濁防止法は、その名前から水質汚濁防止の基本法のように誤解されることが多いが、規制対象の施設や排水量等により、限定的に適用される規制である。ゆえに、規制値を大きく超過した排水が放流し続けられていても、水質汚濁防止法の条文における特定施設に該当しない等の理由で水質汚濁防止法は適用されないということもある。そのような規制のもれについては、法の趣旨に鑑み、先述のとおり自治体条例の横出し規制などで補完が試みられていることが多い。また、排水方法によっては、下水道法や浄化槽法等の規制対象となることもある。水質汚濁防止のための規制体系は、これらの複数の方法の組み合わせによる複雑で総合的な規制となっている。

## 制定の背景
水質汚濁防止法が制定されるまでは、昭和33年（1958年）に制定された公共用水域の水質の保全に関する法律（水質保全法）、工場排水等の規制に関する法律（工場排水規制法）によって、規制が行われていた。この二法は、1958年6月に起こった東京都江戸川区の本州製紙工場の排水が江戸川に流失し、東京湾河口部の漁場を汚染、それに抗議した東京都と千葉県の被害漁民が門を閉ざした同工場に侵入し、警官隊ともみ合い、数十人の負傷者を出した水質汚濁事件をきっかけに成立した。その事件は、江戸川の一源流である渡良瀬川の鉱毒事件を一号にして、大正・昭和期の水質汚染問題をあぶりだし、さらに1950年代初期から問題となっていた水俣病及びイタイイタイ病への対策として制定された。しかし、規制水域や規制対象業種を個別に指定するため、実効性が不十分であり、1960年代になっても、第二水俣病のような公害が発生し、水質汚濁の未然防止ができなかった。このため、排水規制のしくみを全般的に強化するため、昭和45年に制定されたのが、水質汚濁防止法である。
昭和45年の水質汚濁防止法では、水質保全法、工場排水規制法を一体化し、これらの法律で行ってきた個別に水域指定をすることを廃止し、全水域を対象とする一律の排水基準の設定をおこなった。また、地方自治体の権限強化を行い、条例による上乗せ排水基準の設定、排水基準違反に対する直罰等を盛り込んだ内容となった。

## 排水監視の徹底と新たな公害防止体制
- 平成17年3月環境省は、JFEスチール東日本製鉄所と昭和電工千葉事業所の2社の水濁法違反事件発生を受け、都道府県と水質汚濁防止法上の政令市に対し、水濁法に基づく事業所への立入り検査を行う場合の監視指導徹底を図るよう通知[1] した。これら2社は、長期間にわたり違法排水を流すとともに、排水分析データの虚偽記載・報告を行い、悪質な公害の隠蔽工作を行っていた。今回の通知ではこれらの企業犯罪を踏まえ、以下の点を確認することとした。
  1. 複数の人間が測定結果をチェックする体制になっているか
  2. 排出水測定結果の原簿と届け出値の差異
  3. 自動計測器指示値と届け出値の差異
  4. JFEスチール東日本製鉄所で見られたようなスラグ堆積場浸出水管理不備の有無
- 平成18年4月環境省は、JFEスチール・昭和電工の悪質な水濁法違反を受け、自治体が水質汚濁防止法に基づく立入検査を行う際の参考となるように、基本的な考え方や具体的な留意事項をまとめた「水質汚濁防止法に基づく立入検査マニュアル策定の手引き」を作成し公表[2] した。手引きの内容は、平成17年3月の立入検査の留意点通知に対する対応、また立入検査計画作成時・検査の事前準備時・検査実施時・検査後の各段階の業務の基本的な考え方・留意事項に加え、携行品・書類上で確認すべき事項・特定施設・排水処理施設・排水口・排水経路のチェックポイントが具体的に示されている。
- 環境省と経済産業省は、JFEスチール・昭和電工など[注釈 1] の企業により不適正な公害防止の実態が判明したことや、企業の社会的責任(CSR)の関心が高まっている現状を踏まえ、平成18年度に「環境管理における公害防止体制の整備の在り方に関する検討会」を新たに立ち上げ、新たな公害防止体制の方向性を検討[3] した。
- このような事業者の公害防止管理体制に綻びが生じている事例がみられたため、環境省は平成21年8月19日に中央環境審議会に対して、「今後の効果的な公害防止の取組促進方策の在り方について」諮問し、平成22年1月29日に答申がなされた。この答申において、『水質事故に対する迅速な対応を推進するとともに適正に事故原因を究明し再発防止を図るため、事業場における事故について「水質汚濁防止法」の事故時の措置の対象物質・施設を拡大することが必要』とされた。この答申を受け、水質汚濁防止法の改正が行われ、事業者の責務規定が平成22年8月10日に施行、排出水等の測定結果の改ざん等に対する罰則の創設及び事故時の措置の対象の追加が平成23年4月1日に施行された。

## 構成
- 第1章 - 総則（第1条 - 第2条）
- 第2章 - 排出水の排出の規制等（第3条 - 第14条の3）
- 第2章の2 - 生活排水対策の推進（第14条の4 - 第14条の11）
- 第3章 - 水質の汚濁の状況の監視等（第15条 - 第18条）
- 第4章 - 損害賠償（第19条 - 第20条の5）
- 第5章 - 雑則（第21条 - 第29条）
- 第6章 - 罰則（第30条 - 第35条）

## 所轄官庁
- 環境省